# Confessioni segrete di un convento di clausura...
Confessioni segrete di un convento di clausura... è un film del 1972, diretto da Luigi Batzella. Il film è anche noto come Perdonate padre Lorenzo, una ne faccio e cento ne penso.

## Trama
Un giovane libertino dopo una serie di avventure amorose, per sfuggire alle ire dei mariti traditi si traveste da frate e si nasconde in un convento femminile dove si rende subito conto di quanto sia ben gradita la sua presenza.